# Arthrodesmus tortus
Arthrodesmus tortus là một loài Song tinh tảo trong họ Desmidiaceae, thuộc chi Arthrodesmus.